# El Mojo-Baldío de Gallardo

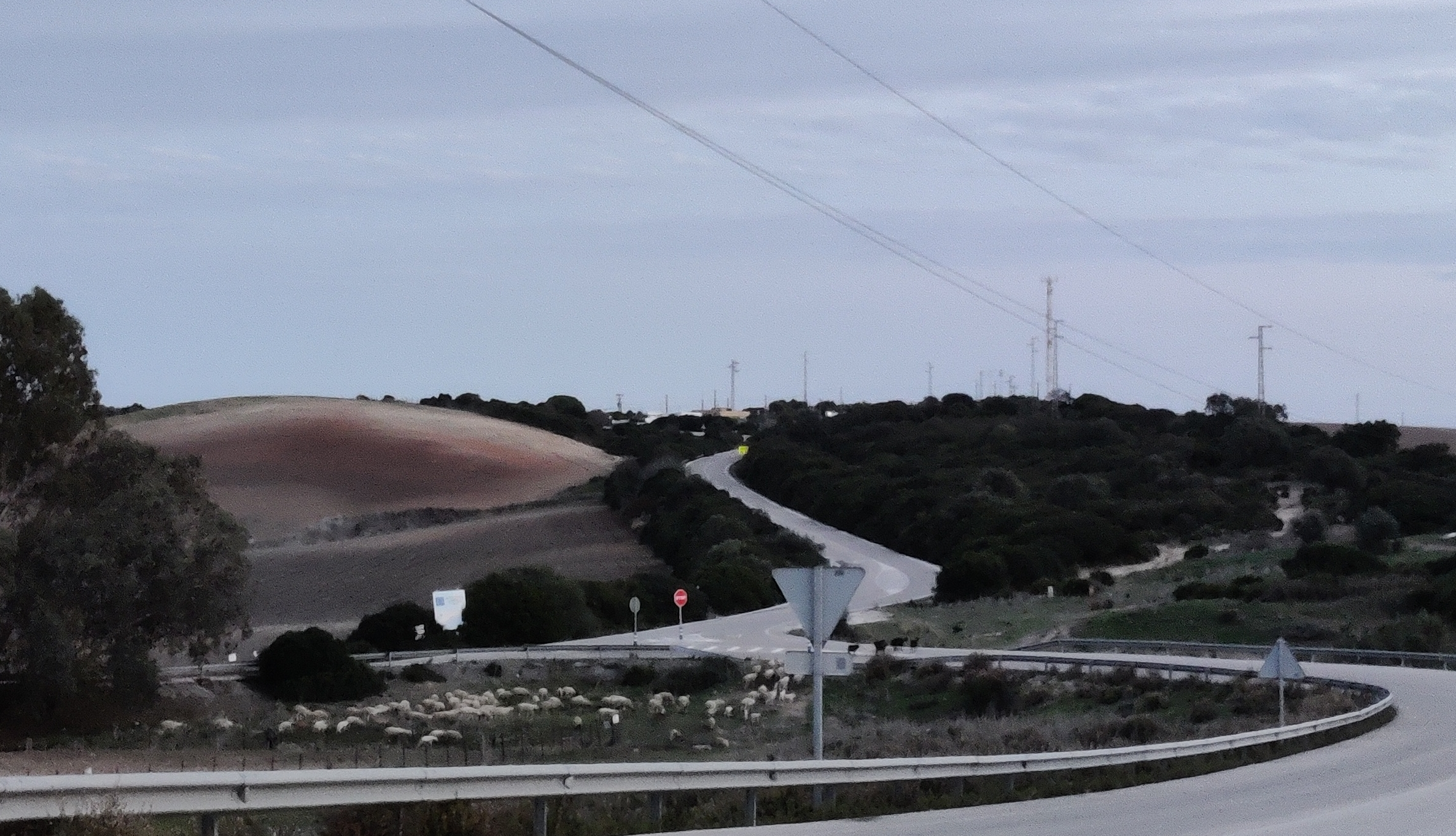
Baldío de Gallardo

El Mojo-Baldío de Gallardo es una barriada rural localizada del municipio de Jerez de la Frontera. Está situado en la Campiña de Jerez, a poco kilómetros de Las Pachecas, en la carretera provincial A-381.

## Localización

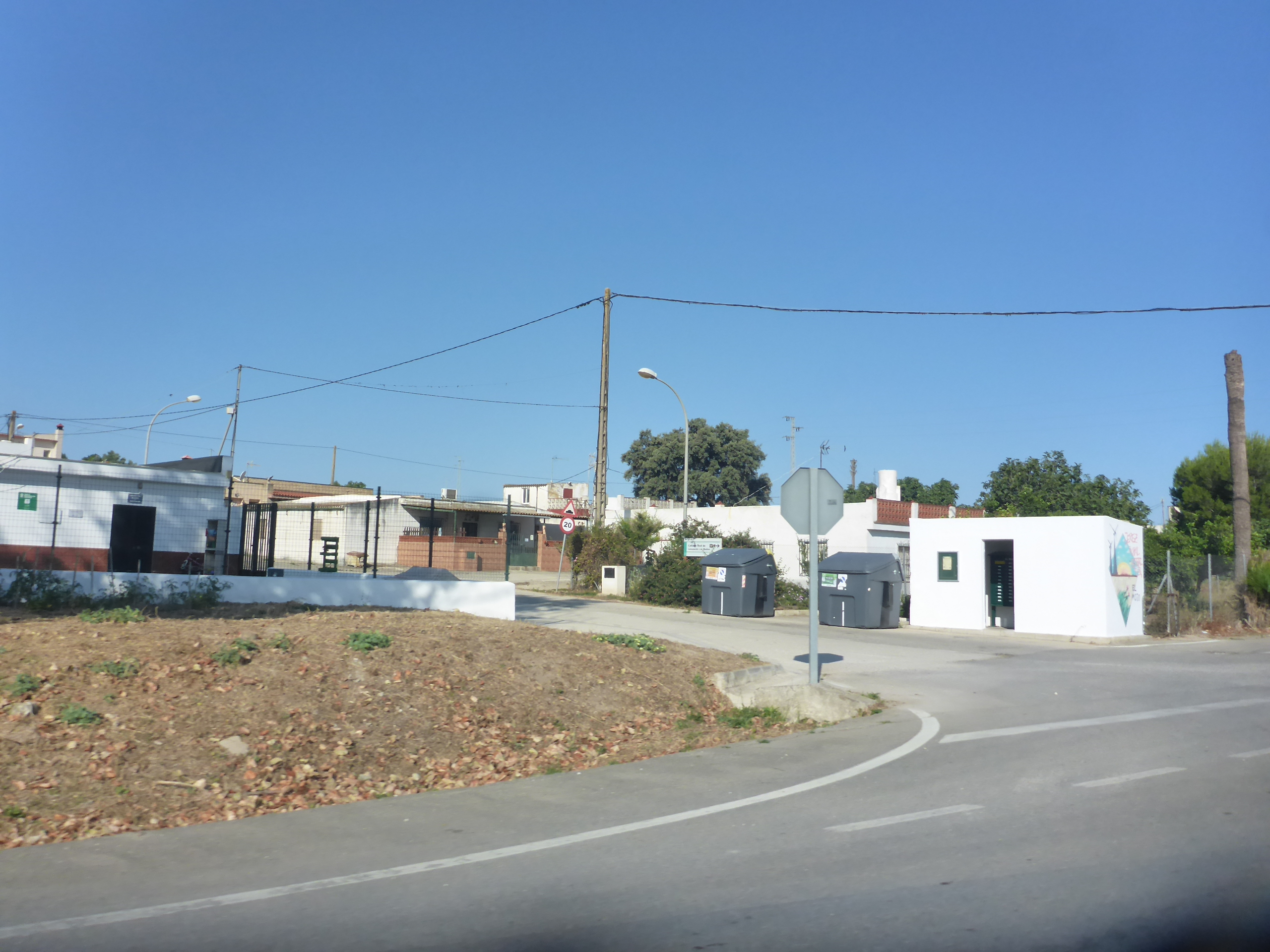
El Mojo

El Mojo se extiende en forma de L por la Cañada Real de Lomopardo o Medina, mientras que Baldío Gallardo se encuentra a ambos lados de la antigua carretera Jerez-Algeciras. Con el "Plan Especial Hábitat Rural Diseminado" se podrán legalizar las viviendas en esas zonas.

## Recursos

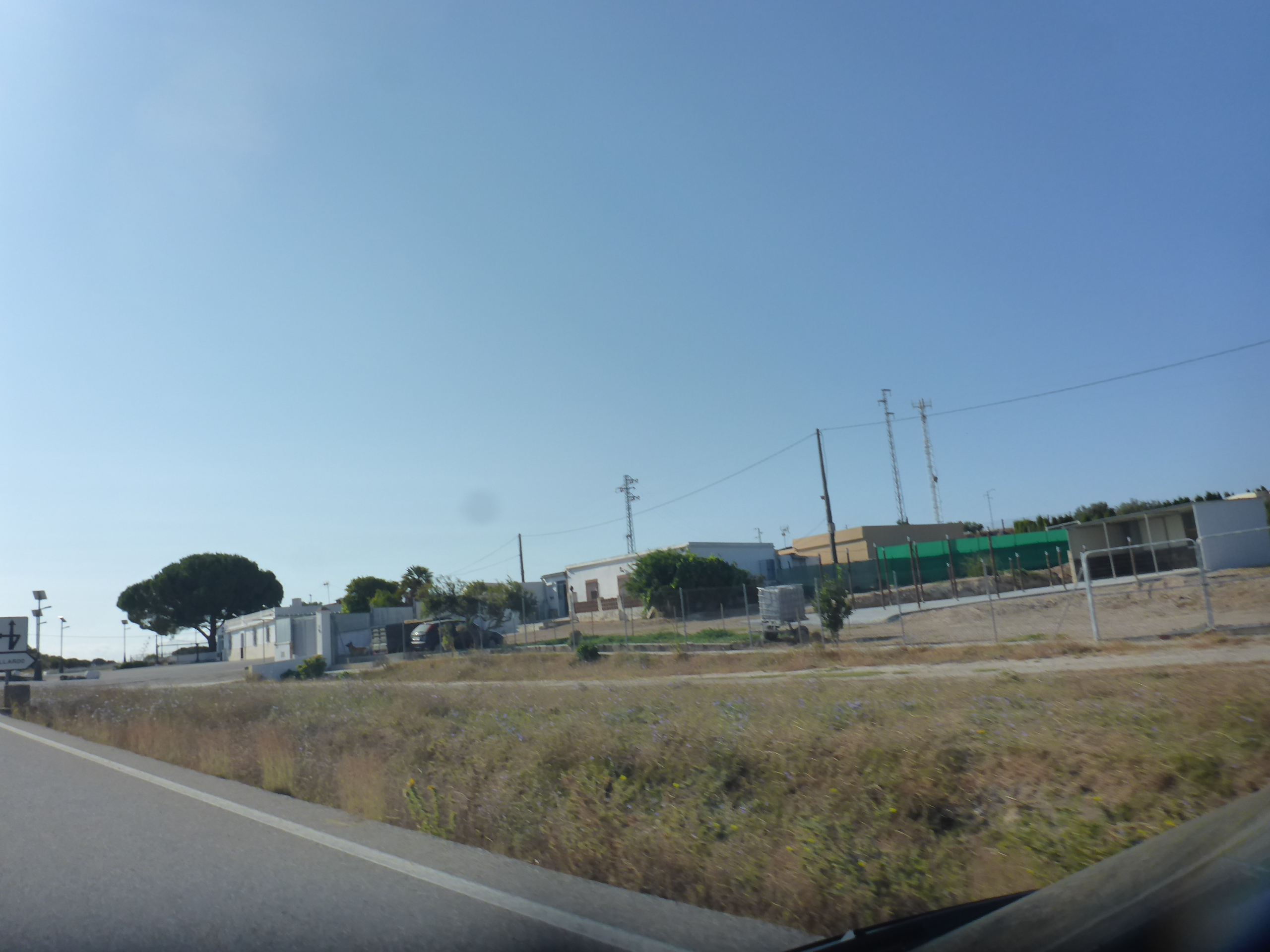
Gallardo

Recientemente se ha rehabilitado el centro de barrio, dentro de las actuaciones del "Programa de Fomento del Empleo Agrario"
En 2018 se incluyen en el transporte público rural de Jerez
Sin embargo, aún existen reivindicaciones básicas como el asfaltado de caminos pendientes.
En 2019 fue incluida en un informe como una de las zonas con menor renta por habitante de España.
En 2020 se procede a la construcción de un aula de educación